# Retrat de la senyoreta Chanel
Retrat de la senyoreta Chanel (Portrait de Mademoiselle Chanel) és un oli sobre tela de 92 × 73 cm de Marie Laurencin dipositat al Museu de l'Orangerie de París.

## Història
La tardor del 1923 Marie Laurencin treballava en els decorats i el vestuari de Les cérvoles per als Ballets Russos de Diaghilev. Coco Chanel, que llavors estava realitzant el vestuari d'El Tren Blau (una opereta amb guió de Jean Cocteau i música de Darius Milhaud), igualment per als Ballets Russos, li demanà que pintés el seu retrat. Però un cop acabat, Chanel rebutjà el quadre i el retornà a l'artista, ja que considerava que no se li assemblava prou. Laurencin, furiosa, es va negar a pintar-ne un segon retrat i va conservar l'original.

## Descripció
La famosa modista apareix en un drapejat negre i blau, amb l'espatlla descoberta, en una postura lànguida, i amb el cap recolzat en el seu braç dret. El rostre, com tots els que Laurencin pinta a l'època, es redueix a la boca i els ulls. Marie Laurencin no perseguia la semblança física del model en els seus retrats, sinó més aviat intentava reflectir-ne la personalitat psicològica i mundana. I potser és precisament i en primer lloc des d'aquest punt de vista que Chanel no es podia reconèixer en aquest retrat. Per començar hi apareix "completament desproveïda de tots els signes externs del ressò causat per la seua intervenció en l'àmbit de la moda femenina", i, a més, és "descrita a través dels signes d'una fluïdesa i d'una feminitat esllanguides que tot en ella, tant en la seua obra com la seua actitud, rebutja vigorosament".
En aquesta època, Laurencin barrejava constantment animals i humans. És per aquesta raó que hom pot veure un caniche blanc assegut als genolls de la model i, a la part dreta del quadre, un altre gos saltant cap a una tórtora que sembla estar descendint des del cel cap a Coco Chanel com si fos l'Esperit Sant i que, alguns, han interpretat com un símbol de la llibertat. A més, l'harmonia suau dels colors (verd, blau i rosa) es veu reforçada per la línia llarga i negra de la bufanda embolicada al voltant del coll de la model.